# José Milton Melgar
José Milton Melgar (Santa Cruz de la Sierra, 20 september 1959) is een voormalig Boliviaans voetballer, die speelde als middenvelder. Na zijn actieve loopbaan was hij korte tijd actief als voetbalcoach. Hij werd in 2006 benoemd tot minister van sport door de Boliviaanse regering onder leiding van president Evo Morales, maar trad na een jaar af.

## Clubcarrière
Melgar, bijgenaamd Maravilla, beëindigde zijn actieve loopbaan in 1997 bij de Boliviaanse club Club Blooming, de club waar hij zijn professionele loopbaan in 1979 was begonnen. Hij won driemaal de Boliviaanse landstitel met drie verschillende clubs. Melgar speelde ook in Argentinië bij Boca Juniors (1985-1988) en in Chili bij onder meer Everton de Viña del Mar (1991-1992).

## Interlandcarrière
Melgar speelde in totaal 89 interlands voor Bolivia in de periode 1980-1997, en scoorde zes keer voor zijn vaderland. Onder leiding van bondscoach Ramiro Blacutt maakte hij zijn debuut op 30 november 1980 in de vriendschappelijke thuiswedstrijd tegen Finland, die met 3-0 werd gewonnen door Bolivia. Met La Verde nam Melgar in totaal zes keer deel aan de strijd om de Copa América en aan het WK voetbal 1994 in de Verenigde Staten. Melgar was geruime tijd recordinternational van zijn vaderland, totdat Marco Sandy hem op 31 januari 2002 passeerde en zijn 90ste cap behaalde in de vriendschappelijke wedstrijd tegen Brazilië. De interlandcarrière van Melgar besloeg zestien jaar en 207 dagen. Zijn laatste interland speelde hij op 25 juni 1997 tegen Mexico op een leeftijd van 37 jaar en 278 dagen.
| Interlands van José Milton Melgar voor Bolivia | Interlands van José Milton Melgar voor Bolivia | Interlands van José Milton Melgar voor Bolivia | Interlands van José Milton Melgar voor Bolivia | Interlands van José Milton Melgar voor Bolivia | Interlands van José Milton Melgar voor Bolivia |
| №                                              | Datum                                          | Wedstrijd                                      | Uitslag                                        | Competitie                                     | Goals                                          |
| ---------------------------------------------- | ---------------------------------------------- | ---------------------------------------------- | ---------------------------------------------- | ---------------------------------------------- | ---------------------------------------------- |
| 1                                              | 30 november 1980                               | Bolivia – Finland                              | 3 – 0                                          | Vriendschappelijk                              |                                                |
| 2                                              | 4 december 1980                                | Bolivia – Finland                              | 2 – 2                                          | Vriendschappelijk                              |                                                |
| 3                                              | 11 december 1980                               | Uruguay – Bolivia                              | 5 – 0                                          | Vriendschappelijk                              |                                                |
| 4                                              | 15 maart 1981                                  | Venezuela – Bolivia                            | 1 – 0                                          | WK-kwalificatie                                |                                                |
| 5                                              | 19 juli 1983                                   | Bolivia – Chili                                | 1 – 2                                          | Vriendschappelijk                              |                                                |
| 6                                              | 3 augustus 1983                                | Bolivia – Paraguay                             | 2 – 1                                          | Vriendschappelijk                              |                                                |
| 7                                              | 6 augustus 1983                                | Bolivia – Paraguay                             | 1 – 3                                          | Vriendschappelijk                              |                                                |
| 8                                              | 21 augustus 1983                               | Bolivia – Peru                                 | 1 – 1                                          | Copa América                                   |                                                |
| 9                                              | 24 augustus 1983                               | Chili – Bolivia                                | 4 – 2                                          | Vriendschappelijk                              |                                                |
| 10                                             | 31 augustus 1983                               | Colombia – Bolivia                             | 2 – 2                                          | Copa América                                   | Goal                                           |
| 11                                             | 4 september 1983                               | Peru – Bolivia                                 | 2 – 1                                          | Copa América                                   |                                                |
| 12                                             | 22 april 1985                                  | Bolivia – Venezuela                            | 4 – 1                                          | Vriendschappelijk                              |                                                |
| 13                                             | 2 mei 1985                                     | Bolivia – Peru                                 | 0 – 0                                          | Vriendschappelijk                              |                                                |
| 14                                             | 26 mei 1985                                    | Bolivia – Paraguay                             | 1 – 1                                          | WK-kwalificatie                                |                                                |
| 15                                             | 2 juni 1985                                    | Bolivia – Brazilië                             | 0 – 2                                          | WK-kwalificatie                                |                                                |
| 16                                             | 9 juni 1985                                    | Paraguay – Bolivia                             | 3 – 0                                          | WK-kwalificatie                                |                                                |
| 17                                             | 30 juni 1985                                   | Brazilië – Bolivia                             | 1 – 1                                          | WK-kwalificatie                                |                                                |
| 18                                             | 28 juni 1987                                   | Paraguay – Bolivia                             | 0 – 0                                          | Copa América                                   |                                                |
| 19                                             | 25 mei 1989                                    | Bolivia – Paraguay                             | 3 – 2                                          | Vriendschappelijk                              |                                                |
| 20                                             | 22 juni 1989                                   | Bolivia – Chili                                | 0 – 1                                          | Vriendschappelijk                              |                                                |
| 21                                             | 4 juli 1989                                    | Uruguay – Bolivia                              | 3 – 0                                          | Copa América                                   |                                                |
| 22                                             | 6 juli 1989                                    | Ecuador – Bolivia                              | 0 – 0                                          | Copa América                                   |                                                |
| 23                                             | 8 juli 1989                                    | Bolivia – Chili                                | 0 – 5                                          | Copa América                                   |                                                |
| 24                                             | 10 juli 1989                                   | Argentinië – Bolivia                           | 0 – 0                                          | Copa América                                   |                                                |
| 25                                             | 20 augustus 1989                               | Bolivia – Peru                                 | 2 – 1                                          | WK-kwalificatie                                | Goal                                           |
| 26                                             | 3 september 1989                               | Bolivia – Uruguay                              | 2 – 1                                          | WK-kwalificatie                                |                                                |
| 27                                             | 10 september 1989                              | Peru – Bolivia                                 | 1 – 2                                          | WK-kwalificatie                                |                                                |
| 28                                             | 17 september 1989                              | Uruguay – Bolivia                              | 2 – 0                                          | WK-kwalificatie                                |                                                |
| 29                                             | 14 juni 1991                                   | Bolivia – Paraguay                             | 0 – 1                                          | Vriendschappelijk                              |                                                |
| 30                                             | 16 juni 1991                                   | Paraguay – Bolivia                             | 0 – 0                                          | Vriendschappelijk                              |                                                |
| 31                                             | 7 juli 1991                                    | Uruguay – Bolivia                              | 1 – 1                                          | Copa América                                   |                                                |
| 32                                             | 9 juli 1991                                    | Brazilië – Bolivia                             | 2 – 1                                          | Copa América                                   |                                                |
| 33                                             | 11 juli 1991                                   | Colombia – Bolivia                             | 0 – 0                                          | Copa América                                   |                                                |
| 34                                             | 13 juli 1991                                   | Ecuador – Bolivia                              | 4 – 0                                          | Copa América                                   |                                                |
| 35                                             | 29 januari 1993                                | Bolivia – Honduras                             | 3 – 1                                          | Vriendschappelijk                              |                                                |
| 36                                             | 3 maart 1993                                   | Paraguay – Bolivia                             | 1 – 0                                          | Copa Paz del Chaco                             |                                                |
| 37                                             | 12 maart 1993                                  | El Salvador – Bolivia                          | 2 – 2                                          | Vriendschappelijk                              |                                                |
| 38                                             | 14 maart 1993                                  | Honduras – Bolivia                             | 0 – 0                                          | Vriendschappelijk                              |                                                |
| 39                                             | 16 maart 1993                                  | Honduras – Bolivia                             | 0 – 0                                          | Vriendschappelijk                              |                                                |
| 40                                             | 31 maart 1993                                  | Chili – Bolivia                                | 2 – 1                                          | Vriendschappelijk                              |                                                |
| 41                                             | 23 mei 1993                                    | Verenigde Staten – Bolivia                     | 0 – 0                                          | Vriendschappelijk                              |                                                |
| 42                                             | 27 mei 1993                                    | Bolivia – Paraguay                             | 2 – 1                                          | Copa Paz del Chaco                             |                                                |
| 43                                             | 6 juni 1993                                    | Peru – Bolivia                                 | 1 – 0                                          | Vriendschappelijk                              |                                                |
| 44                                             | 13 juni 1993                                   | Bolivia – Chili                                | 1 – 3                                          | Vriendschappelijk                              |                                                |
| 45                                             | 17 juni 1993                                   | Argentinië – Bolivia                           | 1 – 0                                          | Copa América                                   |                                                |
| 46                                             | 20 juni 1993                                   | Colombia – Bolivia                             | 1 – 1                                          | Copa América                                   |                                                |
| 47                                             | 23 juni 1993                                   | Mexico – Bolivia                               | 0 – 0                                          | Copa América                                   |                                                |
| 48                                             | 18 juli 1993                                   | Venezuela – Bolivia                            | 1 – 7                                          | WK-kwalificatie                                |                                                |
| 49                                             | 25 juli 1993                                   | Bolivia – Brazilië                             | 2 – 0                                          | WK-kwalificatie                                |                                                |
| 50                                             | 8 augustus 1993                                | Bolivia – Uruguay                              | 3 – 1                                          | WK-kwalificatie                                | Goal                                           |
| 51                                             | 15 augustus 1993                               | Bolivia – Ecuador                              | 1 – 0                                          | WK-kwalificatie                                |                                                |
| 52                                             | 22 augustus 1993                               | Bolivia – Venezuela                            | 7 – 0                                          | WK-kwalificatie                                | Goal                                           |
| 53                                             | 29 augustus 1993                               | Brazilië – Bolivia                             | 6 – 0                                          | WK-kwalificatie                                |                                                |
| 54                                             | 12 september 1993                              | Uruguay – Bolivia                              | 2 – 1                                          | WK-kwalificatie                                |                                                |
| 55                                             | 19 september 1993                              | Ecuador – Bolivia                              | 1 – 1                                          | WK-kwalificatie                                |                                                |
| 56                                             | 18 februari 1994                               | Verenigde Staten – Bolivia                     | 1 – 1                                          | Joe Robbie Cup                                 |                                                |
| 57                                             | 20 februari 1994                               | Colombia – Bolivia                             | 2 – 0                                          | Joe Robbie Cup                                 |                                                |
| 58                                             | 20 april 1994                                  | Roemenië – Bolivia                             | 3 – 0                                          | Vriendschappelijk                              |                                                |
| 59                                             | 4 mei 1994                                     | Bolivia – Saoedi-Arabië                        | 1 – 0                                          | Vriendschappelijk                              |                                                |
| 60                                             | 11 mei 1994                                    | Kameroen – Bolivia                             | 1 – 1                                          | Vriendschappelijk                              |                                                |
| 61                                             | 13 mei 1994                                    | Griekenland – Bolivia                          | 0 – 0                                          | Vriendschappelijk                              |                                                |
| 62                                             | 19 mei 1994                                    | IJsland – Bolivia                              | 1 – 0                                          | Vriendschappelijk                              |                                                |
| 63                                             | 24 mei 1994                                    | Ierland – Bolivia                              | 1 – 0                                          | Vriendschappelijk                              |                                                |
| 64                                             | 8 juni 1994                                    | Bolivia – Peru                                 | 0 – 0                                          | Vriendschappelijk                              |                                                |
| 65                                             | 11 juni 1994                                   | Bolivia – Zwitserland                          | 0 – 0                                          | Vriendschappelijk                              |                                                |
| 66                                             | 17 juni 1994                                   | Duitsland – Bolivia                            | 1 – 0                                          | WK-eindronde                                   |                                                |
| 67                                             | 23 juni 1994                                   | Zuid-Korea – Bolivia                           | 0 – 0                                          | WK-eindronde                                   |                                                |
| 68                                             | 27 juni 1994                                   | Bolivia – Spanje                               | 1 – 3                                          | WK-eindronde                                   |                                                |
| 69                                             | 21 september 1994                              | Chili – Bolivia                                | 1 – 2                                          | Vriendschappelijk                              |                                                |
| 70                                             | 3 april 1995                                   | Bolivia – Venezuela                            | 0 – 0                                          | Vriendschappelijk                              |                                                |
| 71                                             | 14 mei 1995                                    | Bolivia – Paraguay                             | 1 – 1                                          | Vriendschappelijk                              | Goal                                           |
| 72                                             | 9 juni 1995                                    | Paraguay – Bolivia                             | 0 – 0                                          | Vriendschappelijk                              |                                                |
| 73                                             | 18 juni 1995                                   | Venezuela – Bolivia                            | 1 – 3                                          | Vriendschappelijk                              |                                                |
| 74                                             | 1 juli 1995                                    | Peru – Bolivia                                 | 4 – 1                                          | Vriendschappelijk                              |                                                |
| 75                                             | 8 juli 1995                                    | Argentinië – Bolivia                           | 2 – 1                                          | Copa América                                   |                                                |
| 76                                             | 11 juli 1995                                   | Verenigde Staten – Bolivia                     | 0 – 1                                          | Copa América                                   |                                                |
| 77                                             | 14 juli 1995                                   | Chili – Bolivia                                | 2 – 2                                          | Copa América                                   |                                                |
| 78                                             | 16 juli 1995                                   | Uruguay – Bolivia                              | 2 – 1                                          | Copa América                                   |                                                |
| 79                                             | 13 februari 1996                               | Bolivia – Paraguay                             | 4 – 1                                          | Vriendschappelijk                              |                                                |
| 80                                             | 26 juli 1996                                   | Paraguay – Bolivia                             | 2 – 0                                          | Vriendschappelijk                              |                                                |
| 81                                             | 8 oktober 1996                                 | Uruguay – Bolivia                              | 1 – 0                                          | WK-kwalificatie                                |                                                |
| 82                                             | 10 november 1996                               | Bolivia – Colombia                             | 2 – 2                                          | WK-kwalificatie                                |                                                |
| 83                                             | 12 januari 1997                                | Bolivia – Ecuador                              | 2 – 0                                          | WK-kwalificatie                                |                                                |
| 84                                             | 2 februari 1997                                | Bolivia – Slowakije                            | 0 – 1                                          | Vriendschappelijk                              |                                                |
| 85                                             | 23 maart 1997                                  | Bolivia – Jamaica                              | 6 – 0                                          | Vriendschappelijk                              |                                                |
| 86                                             | 2 april 1997                                   | Bolivia – Argentinië                           | 2 – 1                                          | WK-kwalificatie                                |                                                |
| 87                                             | 12 juni 1997                                   | Bolivia – Venezuela                            | 1 – 1                                          | Copa América                                   |                                                |
| 88                                             | 21 juni 1997                                   | Bolivia – Colombia                             | 2 – 1                                          | Copa América                                   |                                                |
| 89                                             | 25 juni 1997                                   | Bolivia – Mexico                               | 3 – 1                                          | Copa América                                   |                                                |

## Erelijst
Club Blooming
- Liga de Boliviano

1984
 Oriente Petrolero
- Liga de Boliviano

1990
 The Strongest
- Liga de Boliviano

1993